# HIPASS
HI Parkes All Sky Survey (HIPASS) — обширный астрономический обзор неба в  линии нейтрального водорода HI. Большая часть данных была получена в период с 1997 года по 2002 год на 64-метровом телескопе Обсерватории Паркса. HIPASS покрывает 71% неба; в рамках данного обзора было идентифицировано более 5000 галактик. Наиболее крупными каталогами галактик являются "HIPASS Bright Galaxy Catalog" (HIPASS BGC, "Каталог ярких галактик HIPASS"), южный каталог HIPASS (HICAT) и северный каталог HIPASS (NHICAT).  При наблюдениях было обнаружено более 5000 галактик (включая несколько новых), лидирующий рукав Магелланова Потока и несколько газовых облаков, в которых отсутствуют звёзды.

## Обзор
Обзор HIPASS исследовал объекты со скоростями от -1280 до 12700 км/с. Это первый обзор, покрывающий все южное небо и северное до +25 градусов.

### Наблюдения южного неба
Наблюдения южного неба начались в феврале 1997 года и завершились в марте 2000 года, при этом было сделано 23020 сканирований областей размером 8 градусов длительностью 9 минут каждое. В рамках обзора HIPASS всё южное небо было просканировано пять раз. Каталог южных галактик HIPASS  (HICAT) содержит 4315 источников излучения в линии HI.

### Наблюдения северного неба
Северный обзор HIPASS позволил наблюдать некоторые объекты северного неба. Область скопления галактик в Деве полностью наблюдалась в рамках северного обзора. Каталог северных источников (NHICAT) содержит 1002 источника излучения в линии HI. 

## Приёмник излучения
Наблюдения в рамках обзора HIPASS проводились в Обсерватории Паркса с помощью многоканального приёмника. Прибор состоит из расположенного в фокальной плоскости массива из 13 отдельных приёмников излучения, образующих шестиугольную фигуру. Приёмник создавался в рамках сотрудничества нескольких институтов и спонсировался Australian Research Council (ARC) и Australia Telescope National Facility (ATNF) для обеспечения обзоров HIPASS и ZOA.

## Открытия

### Лидирующий рукав Магелланова Потока
В рамках обзора HIPASS был открыт лидирующий рукав Магелланова Потока, являющийся продолжением потока за пределами Магеллановых Облаков. Наличие такого рукава потока было предсказано моделями приливного влияния Галактики на Магеллановы Облака.

### HIPASS J0731-69
HIPASS J0731-69 представляет собой облако газа, не содержащее звёзд. Оно ассоциировано с асимметричной спиральной галактикой NGC 2442. Вероятно, HIPASS J0731-69 было оторвано от галактики  NGC 2442 её компаньоном.

### HIPASS J1712-64
HIPASS J1712-64 является изолированным внегалактическим облаком нейтрального водорода, не содержащим звёзд. Облако представляет собой двойную систему и обладает слишком малой плотностью для формирования звёзд. HIPASS J1712-64, возможно, было выброшено в результате взаимодействия Магеллановых Облаков и Млечного Пути .

### Новые галактики в группе Центавр A/M83
В рамках данного обзора было обнаружено десять новых галактик в группе Центавр A/M83, что привело к увеличению количества известных галактик в данной группе до 31.